# Komáromi Tibor (labdarúgó)
Komáromi Tibor (Debrecen, 1930. május 28. – Budapest, 2008. április 21.) magyar labdarúgó.

## Pályafutása
Elsőként szülővárosában lett igazolt kapus, az első osztályban 1952-ben debütált. Az 1952-es és az 1953-as bajnokságban a Bp. Postás SE kapusa volt. A csapat az első évben Baróti Lajos edzősködése idején a 12. lett az NB I-ben, majd a következő szezonban Bán Nándor irányításával a 13. helyen végzett, így kiesett.
Komáromi a bajnokság után átigazolt az élvonalba frissen feljutott Vasas Izzóba, ahol szintén két évet töltött el. Itt az Újpest korábbi labdarúgója, majd trénere, dr. Kalocsay Géza volt a vezetőedző. Az újonc Vasas Izzó az 1954-es bajnokságban 8. lett, Komáromi teljesítményére pedig felfigyeltek a válogatottnál.
Sebes Gusztáv szövetségi kapitány 1954 őszén meghívta őt a nemzeti csapat keretébe, és a kapus 1954. szeptember 19-én a Népstadionban (93 000 néző előtt) magára húzhatta a címeres mezt: a Magyarország–Románia barátságos mérkőzésen Grosics Gyula cseréjeként a 75. percben állt a gólvonal elé.
Az 5:1-re diadalmaskodó magyar együttes összeállítása a következő volt: Grosics (Komáromi) – Buzánszky, Lóránt (Várhidi), Lantos – Bozsik, Kotász – Tóth II (Budai II), Kocsis S., Hidegkuti, Puskás, Fenyvesi. Ez volt a Németország ellen 3:2-re elveszített berni világbajnoki döntő után az első válogatott mérkőzésünk, amelyen Komáromin kívül Várhidi Pál, Kotász Antal és Fenyvesi Máté volt újonc.
Komáromi Tibor az 1955-ös szezonban is a Vasas Izzó kapuját védte (a gárda ebben az évben a 13. helyen végzett és elbúcsúzott az NB I-től), majd Újpestre szerződött, ahol 1956 februárjában a Balatonboglári Traktor elleni MNK-mérkőzésen (12:0) mutatkozott be. Az akkor Bp. Dózsának nevezett csapatban az első bajnoki meccsét 1956. március 4-én játszotta, a lila-fehér együttes hazai pályán 2:0-ra kikapott a Tatabánya ellen. Az 1956-os szezonban Bukovi Márton edző mind a 22 mérkőzésen őt állította a kapuba. A bajnokság az októberi forradalmi események miatt nem fejeződött be (ezért nem hirdettek bajnokot és érmeseket), félbeszakításakor az Újpest – amely valamennyi meccsét lejátszotta – a 2. helyen állt.
A következő, 1957 tavaszi félidényes bajnokságban öt mérkőzésen állt a kapuban, utoljára 1957. április 7-én, a Szegedi EAC ellen hazai pályán 2:1-re elveszített meccsen szerepelt az Újpestben. Balogh Sándor edző a következő találkozón már Török Gábornak szavazott bizalmat. Komáromi az Újpest színeiben összesen 27 bajnokin védett, és az NB I 1957 tavaszi kiírásában bronzérmes lett az Újpesttel.
Válogatott viszont csak egyszeres maradt – olvasható a Népszabadság 2006. októberi cikkében: 1954-ben a magyar–román mérkőzés (5:1) 75. percében váltotta Grosicsot. Sőt, már 1958-ban, huszonnyolc éves korában befejezte labdarúgó pályafutását. Hogy mindez miért történt így? Szerinte azért, mert 1955-ben, Bécsben – megint csak Bécsben… – abban a szállodai szobában rendezték be a B válogatott „elosztóhelyét”, amelyben Gellér és ő lakott. Ez annyit tett, hogy a két kapusnál halmozódott fel a csempészáru, a megannyi óra és nejlonharisnya. Ám egyszer csak megjelent az osztrák rendőrség, és lefoglalta a kollekciót. Itthon aztán Sebes Gusztáv magához kérette Komáromit, és azt mondta neki: „Fiacskám, miket hallok rólad! De, ugye, az összes cuccot a Gyulának hoztad volna?”
Komáromi viszont az igazat válaszolta: Grosicsnak semmi köze nem volt az egészhez.
Majd 1957-ben Sebes az Újpest edzője lett, és hamarosan azt tudatták a kapussal: eligazolhat, de csak az NB II-be.
Sportolói pályafutásának végül egy súlyos sérülés vetett véget.
Komáromi Tibor 1960-tól több mint két évtizeden át a BRFK életvédelmi osztályán, a gyilkossági csoportnál dolgozott (1974 és 1980 között annak vezetőjeként).
A család tájékoztatása szerint 2008. április 21-én hétfőn, súlyos betegségben elhunyt.

## Statisztika

### Mérkőzése a válogatottban
| Magyarország | Magyarország         | Magyarország         | Magyarország | Magyarország | Magyarország | Magyarország | Magyarország | Magyarország |
| #            | Dátum                | Helyszín             | Hazai        | Eredmény     | Vendég       | Kiírás       | Gólok        | Esemény      |
| ------------ | -------------------- | -------------------- | ------------ | ------------ | ------------ | ------------ | ------------ | ------------ |
| 1.           | 1954. szeptember 19. | Budapest, Népstadion | Magyarország | 5 – 1        | Románia      | barátságos   | -            | 75'          |
|              | Összesen             |                      |              | 1            | mérkőzés     |              | 0            | gól          |